# Liste der Bodendenkmale in Sterley
In der Liste der Bodendenkmale in Sterley sind die Bodendenkmale der Gemeinde Sterley nach dem Stand der Bodendenkmalliste des Archäologischen Landesamts Schleswig-Holstein von 2016 aufgelistet. Die Baudenkmale sind in der Liste der Kulturdenkmale in Sterley aufgeführt.
| Denkmal-ID           | Befundart           | Bezeichnung                   | Zeitstellung                 | Lage | Bemerkungen | Bild |
| -------------------- | ------------------- | ----------------------------- | ---------------------------- | ---- | ----------- | ---- |
| aKD-ALSH-Nr. 001 106 | Befestigung > Burg  | Burg/Motte/Ringwall/Turmhügel | Mittelalter                  |      |             |      |
| aKD-ALSH-Nr. 001 107 | Grabmal > Grabhügel | Grabhügel                     | Vor- und/oder Frühgeschichte |      |             |      |
| aKD-ALSH-Nr. 001 108 | Grabmal > Grabhügel | Grabhügel                     | Vor- und/oder Frühgeschichte |      |             |      |
| aKD-ALSH-Nr. 001 109 | Grabmal > Grabhügel | Grabhügel                     | Vor- und/oder Frühgeschichte |      |             |      |
| aKD-ALSH-Nr. 001 110 | Grabmal > Grabhügel | Grabhügel                     | Vor- und/oder Frühgeschichte |      |             |      |
| aKD-ALSH-Nr. 001 111 | Grabmal > Grabhügel | Grabhügel                     | Vor- und/oder Frühgeschichte |      |             |      |
| aKD-ALSH-Nr. 001 112 | Grabmal > Grabhügel | Grabhügel                     | Vor- und/oder Frühgeschichte |      |             |      |
| aKD-ALSH-Nr. 001 113 | Grabmal > Grabhügel | Grabhügel                     | Vor- und/oder Frühgeschichte |      |             |      |
| aKD-ALSH-Nr. 001 114 | Grabmal > Grabhügel | Grabhügel                     | Vor- und/oder Frühgeschichte |      |             |      |
| aKD-ALSH-Nr. 001 115 | Grabmal > Grabhügel | Grabhügel                     | Vor- und/oder Frühgeschichte |      |             |      |
| aKD-ALSH-Nr. 001 116 | Grabmal > Grabhügel | Grabhügel                     | Vor- und/oder Frühgeschichte |      |             |      |
| aKD-ALSH-Nr. 001 117 | Grabmal > Grabhügel | Grabhügel                     | Vor- und/oder Frühgeschichte |      |             |      |
| aKD-ALSH-Nr. 001 118 | Grabmal > Grabhügel | Grabhügel                     | Vor- und/oder Frühgeschichte |      |             |      |
| aKD-ALSH-Nr. 001 119 | Grabmal > Grabhügel | Grabhügel                     | Vor- und/oder Frühgeschichte |      |             |      |
| aKD-ALSH-Nr. 001 120 | Grabmal > Grabhügel | Grabhügel                     | Vor- und/oder Frühgeschichte |      |             |      |
| aKD-ALSH-Nr. 001 121 | Grabmal > Grabhügel | Grabhügel                     | Vor- und/oder Frühgeschichte |      |             |      |
| aKD-ALSH-Nr. 001 122 | Grabmal > Grabhügel | Grabhügel                     | Vor- und/oder Frühgeschichte |      |             |      |
| aKD-ALSH-Nr. 001 123 | Grabmal > Grabhügel | Grabhügel                     | Vor- und/oder Frühgeschichte |      |             |      |
| aKD-ALSH-Nr. 001 124 | Grabmal > Grabhügel | Grabhügel                     | Vor- und/oder Frühgeschichte |      |             |      |